# ボナリ高原ゴルフクラブ
ボナリ高原ゴルフクラブ（ボナリこうげんゴルフクラブ）は、 福島県耶麻郡猪苗代町にあるゴルフ場である。

## 概要
「ボナリ高原ゴルフクラブ」は、新たなゴルフ場の建設に向けて経営母体「株式会社ボナリ高原ゴルフクラブ」が設立されたことに始まる。ゴルフ場の建設地は、磐梯朝日国立公園内の会津磐梯山、安達太良山、吾妻連峰が一望できる標高850mの高原の福島県耶麻郡猪苗代町に決定した。コース設計は、アメリカ人ゴルフ場設計家のロナルド・フリームに依頼した。
2000年（平成12年）6月20日 、コース造成工事が完成し、開場された。「ボナリ」の名称は、ゴルフ場の地域が戊辰戦争時、政府軍と会津軍が戦った地で母成峠に由来する。コースは、磐梯山、安達太良山、吾妻連峰を借景とし、18ホールの全てが印象に残るコースである。ゴルファーなら一度は訪れてみたいゴルフ場である。
ロナルド・フリーム　(Ronald W Fream) は、1965年（昭和40年）、ワシントン州立大学卒、ロバート・トレント・ジョーンズ・シニアに師事し、世界で110箇所のゴルフコース設計の実績がある。ゴルフ場の建設用地の自然の原型を生かし、自然の造形の中に収まるというコンセプトとである、「ボナリ高原ゴルフクラブ」の磐梯山や断崖や池など、自然景観を取り込んだコースデザインなどが特徴である。

## 所在地
〒969-2752 福島県耶麻郡猪苗代町蚕養字沼尻山甲2855－434

## コース情報
- 開場日 - 2000年6月20日
- 設計者 - ロナルド・フリーム
- コースタイプ - 丘陵コース
- コース - 18ホールズ、パー72、7,010ヤード、コースレート未査定
- フェアウェー - ベント
- ラフ - ライグラス類
- グリーン - 1グリーン、ベント（ペンクロス）
- ハザード - バンカー65、池が絡むホール3
- ラウンドスタイル - キャディ・セルフ選択可、基本セルフプレー、乗用カート使用、1組4人が原則、状況によりツーサム可、乗用カート(5人乗り)自走式
- 練習場 - 無し
- 休場日 - 冬季クローズ、11月下旬～4月中旬[2]

## ギャラリー
- コース - 「ボナリ高原ゴルフクラブ」、コース紹介、2021年8月20日閲覧
- ハウス - 「ボナリ高原ゴルフクラブ」、施設案内、2021年8月20日閲覧

## 交通アクセス
- 鉄道 - 磐越西線（JR東日本） - 猪苗代駅より タクシー利用 約20分[3]
- 道路 - 磐越自動車道 - 磐梯熱海ICより 19Km 約20分[3]

## エピソード
- アウトコース3番ホールのパー5、530ヤードは、モンスターの異名を持ち深さ60メートルの断崖が続く日本屈指のホールで、飛距離に自信があれば崖越え2オンも可能である[4]。

## 関連文献
- 『プレジデント President』、「全国面白ゴルフ場大全(10)ボナリ高原ゴルフクラブ　断崖絶壁のロングホール 宮崎紘一、細田榮久、東京 プレジデント社、2000年7月、2021年8月20日閲覧
- 『ゴルフ場ガイド 東版』、2006-2007、「ボナリ高原ゴルフクラブ」、東京 ゴルフダイジェスト社、2006年5月、2021年8月20日閲覧